# Gmina Bodzanów
Die Gmina Bodzanów ist eine Stadt-und-Land-Gemeinde (gmina miejsko-wiejska) im Powiat Płocki der Woiwodschaft Masowien, Polen. Ihr Sitz ist seit 1. Januar 2021 das Dorf Chodkowo. Mit der zum 1. Januar 2023 erfolgten Wiedererhebung des namensgebenden Bodzanów zur Stadt wurde die Gemeinde von einer gmina wiejska (Landgemeinde) zu einer gmina miejsko-wiejska.

## Gliederung
Zur Stadt-und-Land-Gemeinde Bodzanów gehören folgende Ortschaften mit einem Schulzenamt:
Archutowo
Archutówko
Białobrzegi
Bodzanów (dt.: Sporwitten (1943–1945))
Borowice
Budy Borowickie
Chodkowo
Chodkowo-Działki
Cieśle
Cybulin
Felicjanów
Garwacz
Gąsewo
Gromice
Kanigowo
Karwowo Duchowne
Kępa Polska (dt.: Kempen (1943–1945))
Kłaczkowo
Krawieczyn
Leksyn
Łagiewniki
Łętowo
Małoszewo
Małoszywka
Mąkolin
Mąkolin-Kolonia
Miszewko
Miszewo Murowane (dt.: Mauerhausen (1943–1945))
Niesłuchowo
Nowe Kanigowo
Nowe Miszewo
Nowy Reczyn
Osmolinek
Parkoczewo
Pepłowo
Ramutówko
Reczyn
Stanowo
Wiciejewo